# Varronia subtruncata
Varronia subtruncata är en strävbladig växtart som först beskrevs av Henry Hurd Rusby, och fick sitt nu gällande namn av Friesen. Varronia subtruncata ingår i släktet Varronia och familjen strävbladiga växter. Inga underarter finns listade i Catalogue of Life.